# Omandongo-Mission
Die Omandongo-Mission (englisch Omandongo Mission) ist eine historische Missionsstation im Norden Namibias und seit dem 1. September 2014 ein Nationales Denkmal. Sie befindet sich bei Onayena im gleichnamigen Wahlkreis in der Region Oshikoto.
Es handelte sich um die erste finnische Mission im Norden Namibias. Die Missionare hatten 1870 die Erlaubnis zur Missionierung vom König der Ondonga erhalten.